# Berencross

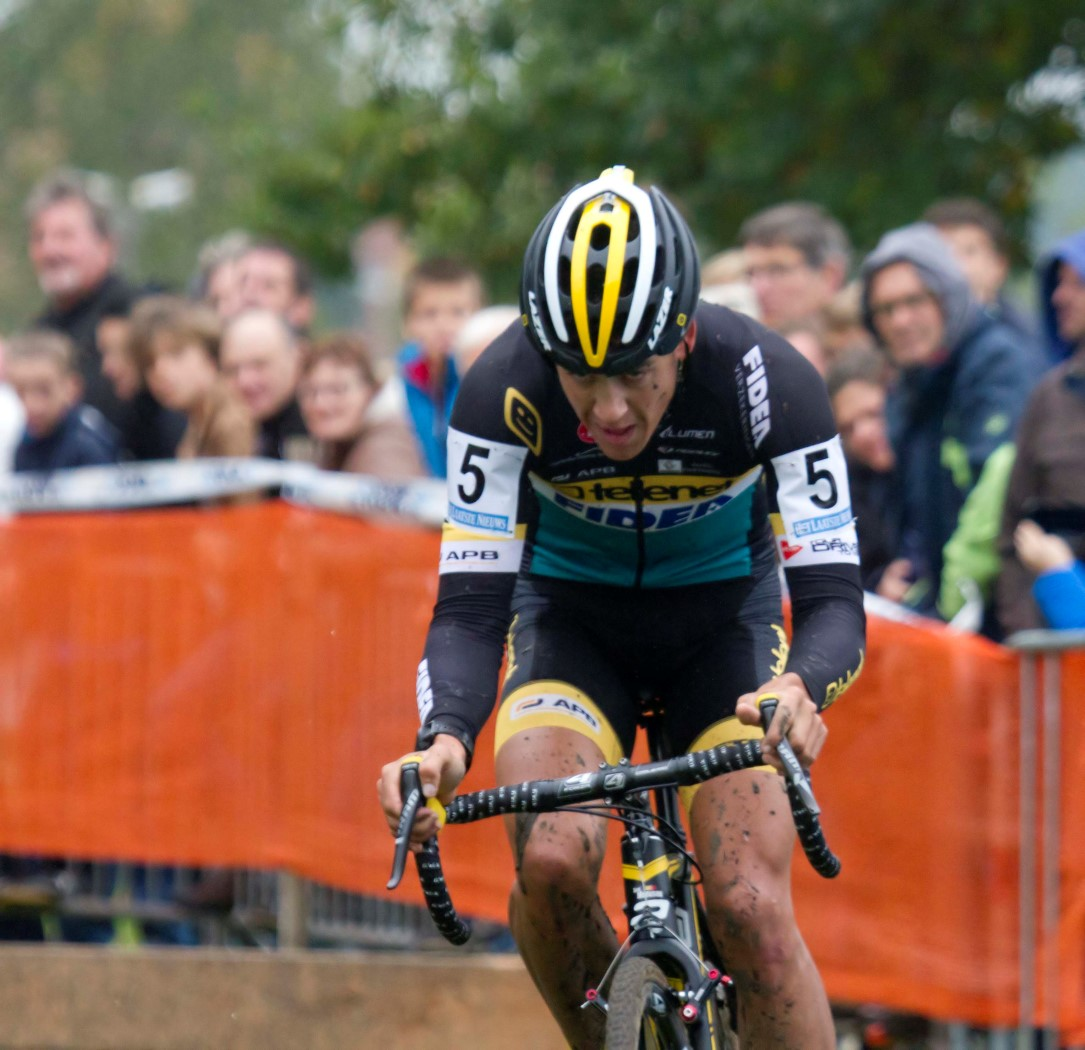
Tom Meeusen auf dem Weg zum Sieg 2015

Der Berencross ist ein Cyclocrossrennen in der belgischen Gemeinde Meulebeke, das seit 2014 besteht.

## Geschichte
Der Berencross wurde erstmals im Oktober 2014 ausgetragen, wobei die ersten beiden Ausgaben im nationalen Kalender Belgiens standen. 2016 schaffte der Berencross mit der Aufnahme in die Rennserie Brico Cross den Sprung in den internationalen Kalender. Schauplatz ist das Sportzentrum Ter Borcht am Ortsrand; als Start- und Ziellinie dient die Laufbahn des Stadions, der Großteil des Parcours verläuft auf den angrenzenden Wiesen und in einem Wäldchen. Der Name des Rennens bezieht sich auf das Wappentier des Orts, einen Bären.
Das Rennen fand seitdem jährlich Anfang Oktober statt. Eine Ausnahme bildeten die Saisons 2020/2021 sowie 2023/2024, in denen Meulebeke die belgischen Meisterschaften durchführte. 2021 hießen die Sieger Wout van Aert und Sanne Cant, 2024 Eli Iserbyt und erneut Sanne Cant.

## Siegerliste
Die Austragungen im nationalen Kalender sind mit NE gekennzeichnet.

### Männer
- 2014:  Klaas Vantornout (NE)
- 2015:  Tom Meeusen (NE)
- 2016:  Mathieu van der Poel
- 2017:  Mathieu van der Poel
- 2018:  Mathieu van der Poel
- 2019:  Michael Vanthourenhout
- 2020: nicht ausgetragen (belgische Meisterschaften)
- 2021:  Michael Vanthourenhout
- 2022:  Michael Vanthourenhout
- 2023: nicht ausgetragen (belgische Meisterschaften)

### Frauen
- 2014:  Sanne Cant (NE)
- 2015:  Jolien Verschueren (NE)
- 2016:  Ellen Van Loy
- 2017:  Sanne Cant
- 2018:  Sanne Cant
- 2019:  Ceylin del Carmen Alvarado
- 2020: nicht ausgetragen (belgische Meisterschaften)
- 2021:  Sanne Cant
- 2022:  Lucinda Brand
- 2023: nicht ausgetragen (belgische Meisterschaften)